# Quốc kỳ Belize
Quốc kỳ của Belize được thông qua vào ngày 21 tháng 9 năm 1981, ngày Belize giành độc lập. Quốc kỳ bao gồm quốc huy trên nền màu xanh lam với các sọc đỏ ở trên cùng và dưới cùng.
Honduras thuộc Anh đã có một quốc huy vào ngày 28 tháng 1 năm 1907, đây là nguồn của huy hiệu được sử dụng trên các thuộc địa của Anh. Quốc huy gợi nhớ lại ngành khai thác gỗ đầu tiên dẫn đến việc người Anh định cư ở đó. Những hình vẽ, công cụ và cây gỗ gụ đại diện cho ngành này. Khẩu hiệu quốc gia, Sub Umbra Floreo, có nghĩa là "Tôi phồn vinh dưới bóng râm", được viết ở phần dưới của quốc huy.

## Mô tả
Quốc kỳ có màu xanh lam hoàng gia và 2 sọc đỏ, màu xanh đại diện cho Đảng Đoàn kết Nhân dân (PUP) còn màu đỏ đại diện cho Đảng Dân chủ Thống nhất Belize (UDP), 2 chính đảng lớn nhất tại Belize, với một đĩa trắng ở giữa có chứa quốc huy. Bên trong có 2 người đàn ông người Metizo và người da đen đang đỡ 1 tấm khiên, phía sau là cây gụ, đại diện cho 2 dân tộc chính của quốc gia này (Belize và Malta là 2 quốc gia có chủ quyền duy nhất có hình người trên quốc kỳ). Tấm khiên được chia làm 3 phần: phía trên bên phải có 1 chiếc mái chèo và rìu vuông, phía trên bên phải có cây rìu đập và lưỡi cưa, phía dưới có hình con thuyền. Tất cả hình ảnh này để chỉ nguồn gốc lịch sử của Belize, một quốc gia được xây dựng dựa trên các cư dân làm nghề đốn gỗ và đi biển. Xung quanh là 50 chiếc lá nối nhau thể hiện năm 1950, năm mà PUP được thành lập và nắm quyền. Ở dưới có một mảnh giấy ghi khẩu hiệu quốc gia.

## Các quốc kỳ trước
Từ năm 1950 trở đi, quốc kỳ không chính thức được sử dụng. Quốc kỳ có màu xanh lam, với quốc huy trên một đĩa trắng ở giữa (đôi khi một vòng tròn trắng trống được sử dụng vì quốc huy rất khó vẽ).
Năm 1981, Belize giành được độc lập và một cuộc thi được tổ chức để thiết kế quốc kỳ cho đất nước. Bài dự thi chiến thắng bao gồm quốc kỳ không chính thức được sử dụng bởi UDP với đường viền màu đỏ được thêm vào cả bốn mặt. Điều này đã được thay đổi thành một đường viền màu đỏ ở ngay trên và dưới trước khi thiết kế chính thức được thông qua. Thiết kế đoạt giải, còn được gọi là "Cờ thống nhất" được thực hiện bởi hai quan chức chính phủ: Everal Waight, Thư ký Công vụ và Inez Sanchez, Giám đốc Giáo dục.
Không có thông số kỹ thuật tiêu chuẩn nào cho quốc kỳ của Belize cho đến năm 2019. Màu sắc, tỷ lệ, độ bóng của lá cờ và các yếu tố khác thường khác nhau. Vào năm 2019, Ủy ban Lễ kỷ niệm Quốc gia bắt đầu quá trình tiêu chuẩn hóa lá cờ với sự đồng ý của cả PUP và UDP. Họ đã lên kế hoạch để các lá cờ tiêu chuẩn được treo vào ngày 1 tháng 9 năm 2019, Ngày Quốc kỳ của Belize. Có kế hoạch chính thức hóa tiêu chuẩn hóa thông qua luật pháp quốc gia.

### Thuộc địa Tây Ban Nha

Quốc kỳ Tân Tây Ban Nha cho đến năm 1785
Quốc kỳ Tân Tây Ban Nha (1785-1821)

### Đế quốc México

Quốc kỳ Đệ nhất Đế chế México (1821-1823)

### Thuộc địa Anh

Cờ của Honduras thuộc Anh (1870-1919)
Cờ của Honduras thuộc Anh (1919-1981)
Cờ dân sự Honduras thuộc Anh (1870-1919)
Cờ dân sự Honduras thuộc Anh (1919-1981)
Thống đốc kỳ Honduras thuộc Anh/Belize (1884-1981)

### Độc lập

Cờ dân sự không chính thức của Honduras thuộc Anh/Belize (1950-1981)
Quốc kỳ trước khi tiêu chuẩn hóa (1981-2019)